# Ейвері Джон
Ейвері Джон (англ. Avery John, нар. 18 червня 1975, Поїнт-Фортін, Тринідад і Тобаго) — тринідадський футболіст, що грав на позиції захисника. Виступав за національну збірну Тринідаду і Тобаго.

## Клубна кар'єра
У дорослому футболі дебютував 1998 року виступами за команду клубу «Лонгфорд Таун», в якій провів один сезон, взявши участь у 12 матчах чемпіонату.
Згодом з 1999 по 2003 рік грав у складі команд клубів «Бостон Булльдогс», «Нью Орлеанс Сторм», «Шелбурн», «Богеміан» та «Лонгфорд Таун».
Своєю грою за останню команду привернув увагу представників тренерського штабу клубу «Нью-Інгленд Революшн», до складу якого приєднався 2004 року. Відіграв за команду з Массачусетса наступні три сезони своєї ігрової кар'єри. Більшість часу, проведеного у складі «Нью-Інгленд Революшн», був основним гравцем захисту команди.
2008 року захищав кольори команди клубу «Маямі».
Завершив професійну ігрову кар'єру у клубі «Ді Сі Юнайтед», за команду якого виступав протягом 2009 року.

## Виступи за збірну
1996 року дебютував в офіційних матчах у складі національної збірної Тринідаду і Тобаго. Протягом кар'єри у національній команді, яка тривала 14 років, провів у формі головної команди країни 61 матч.
У складі збірної був учасником розіграшу Золотого кубка КОНКАКАФ 1998 року у США, розіграшу Золотого кубка КОНКАКАФ 2002 року у США, розіграшу Золотого кубка КОНКАКАФ 2005 року у США, чемпіонату світу 2006 року в Німеччині.

## Титули і досягнення
- Переможець Карибського кубка: 2001